# パナヨティス・ココラス

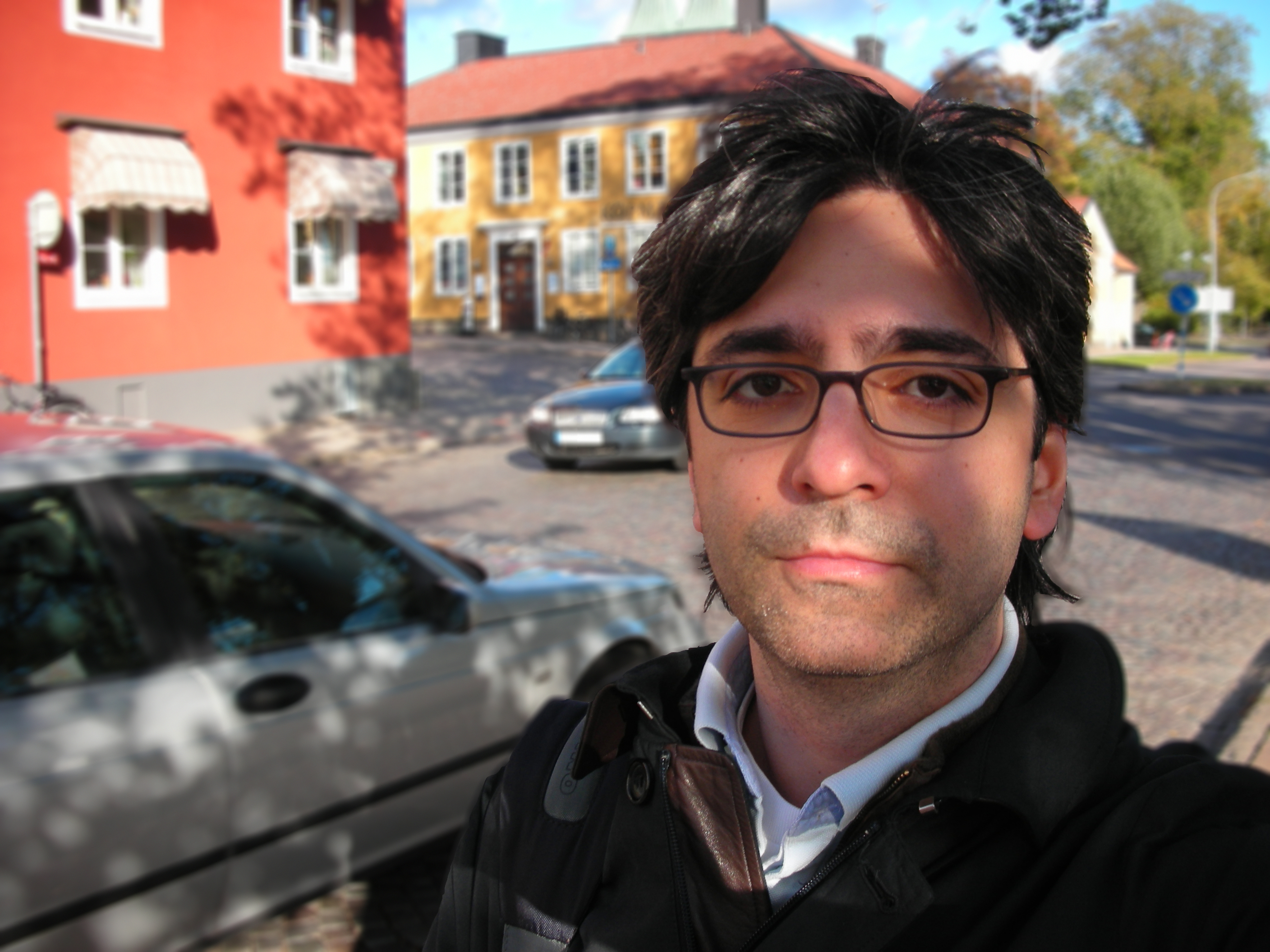
2010年撮影

パナヨティス・ココラス（Panayiotis Kokoras, 1974年 - ）はギリシアの作曲家。ヨーク大学で博士号を取得。

## 略歴
20代初めから器楽音楽と電子音楽の双方で国際的に活躍し、アタナシア・ジアノウとならんでギリシア作曲界の次世代を担う存在である。2001年度武満徹作曲賞にて、最も完成された書法で臨んだのが彼であった。作曲法は単一の器楽音をコンピュータで分析し、その分析結果から得られた諸パラメータを楽曲全体へ援用するという技術に基づいている。研究結果に基づく論文もある。
現在はアメリカに夫人および子供とともに住み、教鞭をテキサスでとっている。

## 記録
国際作曲コンクールの最多受賞者の作曲家として、記録更新中である。しかし、これは単一の作品を複数のコンクールに投函したうえでの記録である。